# Іллінська церква (Чернігів)
Іллі́нська це́рква — чинна мурована церква ХІІ—XVIII століть, що входить до ансамблю Троїцько-Іллінського монастиря в Чернігові. Церква розташована на схилі Болдиних гір.

## Історія церкви

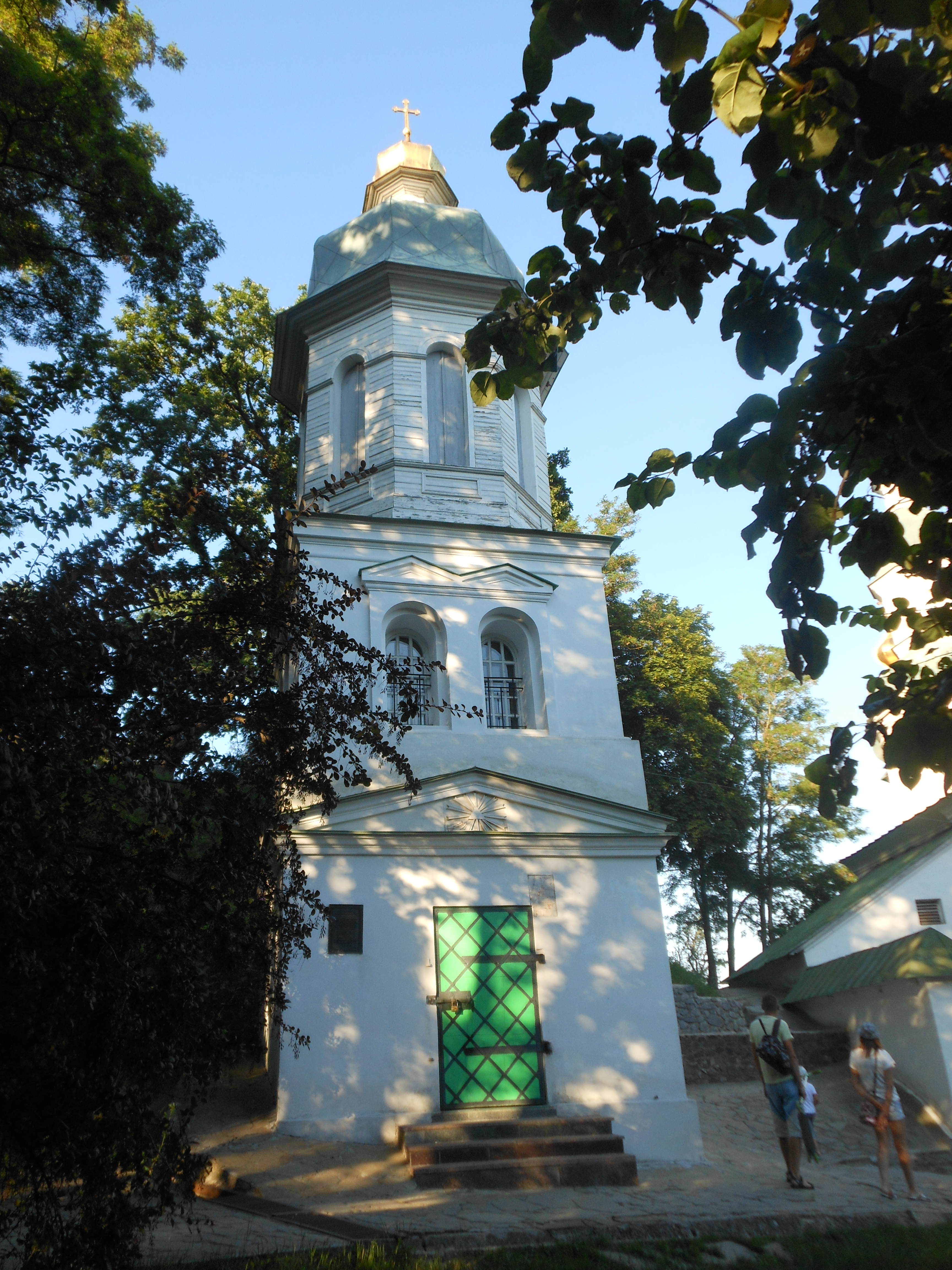
Дзвіниця Іллінської церкви

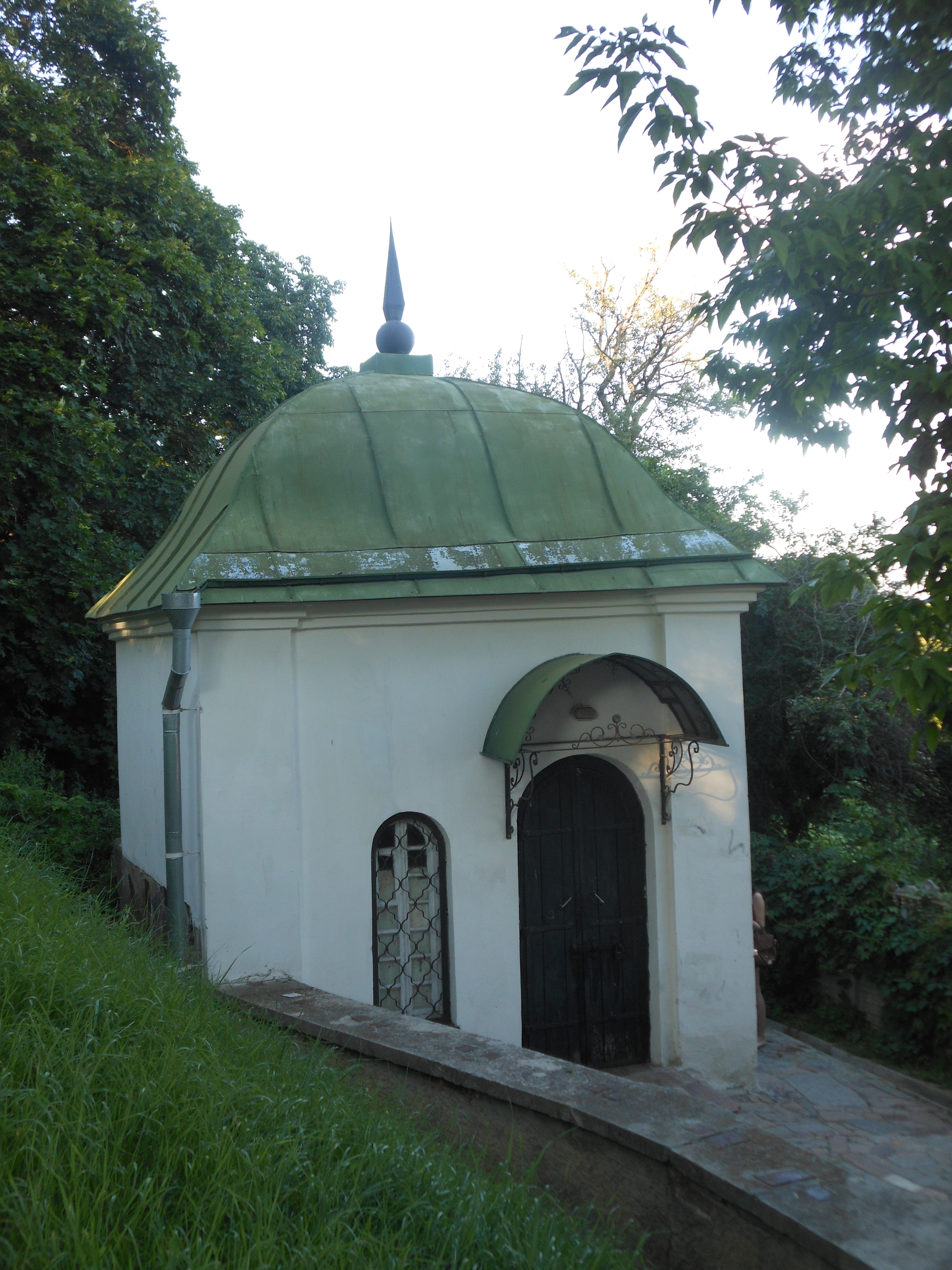
Одна із споруд Іллінської церкви

Церкву було збудовано в ХІІ столітті (хоча літописні джерела не згадують часу зведення храму) біля південного входу до Антонієвих печер, разом з якими вона поклала початок Іллінському монастирю.
Спершу вона виконувала функції хрещальні і належала до рідкісного типу для придніпровської архітектури — була тридільною (започаткувала розвиток тридільного типу храму в українській мурованій архітектурі ХІІІ—XVIII століть), однобанною, мініатюрних розмірів, складалася з прямокутних у плані бабинця, нефу та напівкруглої апсиди. З заходу до бабинця прилягав невеликий притвор.
Під час Татарської навали в ХІІІ столітті Іллінська церква зазнала значних пошкоджень, лише в XVI ст. її було відновлено і добудовано — церковні стіни були увінчані карнизом, над апсидою і бабинцем спорудили невеликі бані і церква перетворилася на трибанну, а з південного боку храму до апсиди прибудували ризницю.
Сучасний вигляд Іллінської церкви — результат перебудов XVII—XVIII століть. Зокрема, 1649 року коштом чернігівського полковника С.Подобайла розібрано притвор і замість нього зведено великий гранчастий об´єм, розширено бабинець, після чого церква одержала трибанне багатоярусне завершення, розібрано баню над старим бабинцем і зведено нову над прибудовою. Унаслідок цих перебудов пам'ятка набула рис українського бароко.
У 1908—1910 роках на північний захід від Іллінської церкви спорудили триярусну дзвіницю (за типом восьмерик на четверику). Нижній двоярусний четверик мурований, верхній восьмерик — дерев'яний. Вінчає дзвіницю двоярусна баня барокових обрисів.
З 1967 року Іллінська церква входить до складу Національного архітектурно-історичного заповідника «Чернігів стародавній» і є його музеєм.
У 1969—1982 роках здійснено реставрацію церкви за проектом архітектора М. М. Говденко. Іллінська церква є єдиним вцілілим на теренах України однонефним храмом доби Київської Русі.
Після включення до архітектурно-історичного заповідника «Чернігів стародавній» церква продовжила діяти як музей[джерело?].

## Інтер'єр
В інтер'єрі церкви домінує висотний принцип розкриття внутрішнього простору. Головною особливістю архітектури інтер'єру є використання елементів візантійської хрестовокупольної системи з безстовпною композицією храму, що характерна для дерев'янного зодчества. Стародавній декор інтер'єру втрачений. Не збереглася ані фреска, ані підлога з полив'яних керамічних плиток.
Зберігся лише іконостас 1774 року в стилі рококо, в якому інтерпретовано коринфський ордер.
В Іллінській церкві знаходився видатний витвір українського малярства — ікона «Іллінська Богоматір», створена 1658 року Г. Дубенським. З нею пов'язаний переказ, що наводиться в літописі Самійла Величка.

## Охоронний статус
Іллінська церква - пам'ятка архітектури національного значення Чернігівської області.